# Nikolai Demidenko
Nikolái Demidenko (nacido el 1 de julio de 1955 en Anísimovo) es un pianista clásico ruso.

## Biografía
Demidenko estudió en la Escuela Musical Estatal de Gnessin con Anna Kantor y en el Conservatorio de Moscú con Dmitri Bashkírov. Fue finalista en el Concurso Internacional de Piano de Montreal de 1976 y en el Concurso Internacional Chaikovski de 1978. Después enseñó en la Escuela Yehudi Menuhin en el Reino Unido, donde reside desde 1990. Se le concedió la ciudadanía británica en 1995 y actualmente ocupa una cátedra de profesor visitante en la Universidad de Surrey. Además de una gran cantidad del repertorio estándar germánico y ruso, es un buen especialista en Frédéric Chopin y un destacado defensor de las obras de compositores olvidados como Muzio Clementi, Carl Maria von Weber, Jan Václav Voříšek y Nikolái Médtner, como así como obras olvidadas de compositores conocidos como Domenico Scarlatti, Wolfgang Amadeus Mozart, Franz Schubert y Robert Schumann, y de las transcripciones de Ferruccio Busoni. Demidenko ganó un Premio Gramophone en 1992 en la categoría de concierto por su grabación de los Conciertos para piano n.º 2 y 3 de Medtner

## Carrera
En 2000, en relación con el 250 aniversario de la muerte de Johann Sebastian Bach, Nikolai Demidenko fue uno de los cuatro pianistas invitados a interpretar Das Wohltemperierte Klavier, lo que fue posteriormente publicado en DVD por EuroArts.
La extensa discografía de Demidenko consta de unos 40 CD. Ha grabado más de 20 álbumes para Hyperion Records, incluidos los Conciertos para piano núms. 2 y 3 de Prokófiev con la Orquesta Filarmónica de Londres lanzados en marzo de 2015, el álbum citado de Medtner ganador del premio Gramophone Editor's Choice y Música para dos pianos (con Dmitri Alexeev).
Para el sello AGPL con sede en Múnich, ha grabado la Sonata Hammerklavier de Beethoven, una colección de sonatas de Scarlatti y un CD de Chopin que ganó el Preis der Deutschen Schallplatten Kritik. El otoño de 2008 vio el lanzamiento de un nuevo CD de Chopin, incluida su primera grabación de los 24 preludios, para Onyx Classics (enlace roto disponible en Internet Archive; véase el historial, la primera versión y la última). . Este CD ganó el Premio Especial Chopin en el MIDEM 2010 para una nueva grabación, una distinción única editada especialmente para un Bicentenario de Chopin. Demidenko fue uno de los pianistas invitados a interpretar el Concierto para piano en mi menor op.11 de Chopin, durante la celebración del Bicentenario de Chopin organizado por el Instituto Fryderyk Chopin en Varsovia. Este concierto fue lanzado en DVD por Music Accentus Music
En 2014 fue galardonado con un doctorado honorario de la Universidad de Surrey en reconocimiento a su destacada contribución al campo de la música y a la universidad.